# Diglyphus crassinervis
Diglyphus crassinervis är en stekelart som beskrevs av Erdös 1958. Diglyphus crassinervis ingår i släktet Diglyphus, och familjen finglanssteklar. Arten är reproducerande i Sverige.